# Ardisia platyphylla
Espèce
Synonymes
- Afrardisia platyphylla Gilg & Schellenb.[2]
- Ardisia ibaguensis Lundell[2]
- Ardisia platyphylla (Gilg & Schellenb.) Taton[2]
- Ardisia platyphylla Lundell[2]
- Ardisia rusbyana Standl.[2]
- Ardisia turbacensis Kunth[2]
- Cissus pentandra Willd. ex Schult. & Schult.f.[2]
- Icacorea granatensis Rusby[2]
- Icacorea ibaguensis (Lundell) Lundell[2]
- Icacorea platyphylla (Lundell) Lundell[2]
- Icacorea rusbyana (Standl.) Lundell[2]
- Stylogyne balaensis Mez[2]
- Stylogyne guatemalensis S.F.Blake[2]
- Stylogyne oaxacana Lundell[2]
- Stylogyne perpunctata Lundell[2]
- Stylogyne turbacensis subsp. turbacensis[2]
- Tinus turbacensis (Kunth) Kuntze[2]

Ardisia platyphylla Lundell est une espèce de plantes à fleurs de la famille des Primulaceae et du genre Ardisia. C'est un arbrisseau endémique du Cameroun.

## Distribution
Relativement rare, l'espèce est endémique du Cameroun où elle a été collectée sur deux sites dans la Région du Sud, à Nkolebunde près de Batanga et à Bipindi.